# Max Abbey
Max Abbey (född Mats Claesson, numera Bryzell) är en svensk gitarrist född 24 april 1962. Han har turnerat med bland andra Efva Attling, Anne-Lie Rydé, Ratata, Mikael Rickfors, E-type, ”Vargtass” Duane Loken och är mest känd som medlem i svenska New Wavegruppen Strasse. 
Strasse gav först ut albumet; Följa John  1981, där några låtar producerades av Midge Ure och Magnus Uggla. 
Max Abbey fick spela gitarr med Ultravox på deras U-Vox Turné 1986.
Som duon Great Guns, tillsammans med sångaren Russ Rydén, gav Abbey ut singeln "Walk Me Through The Storm" 1987 på skivbolaget WEA. Abbey är knuten till Luminol Grammofon. 
År 2001 återförenades Strasse och gav 2005 ut albumet Transylvanian Flower och 2009 Half Past Animal.